# Бедекер, Фридрих Вильгельм

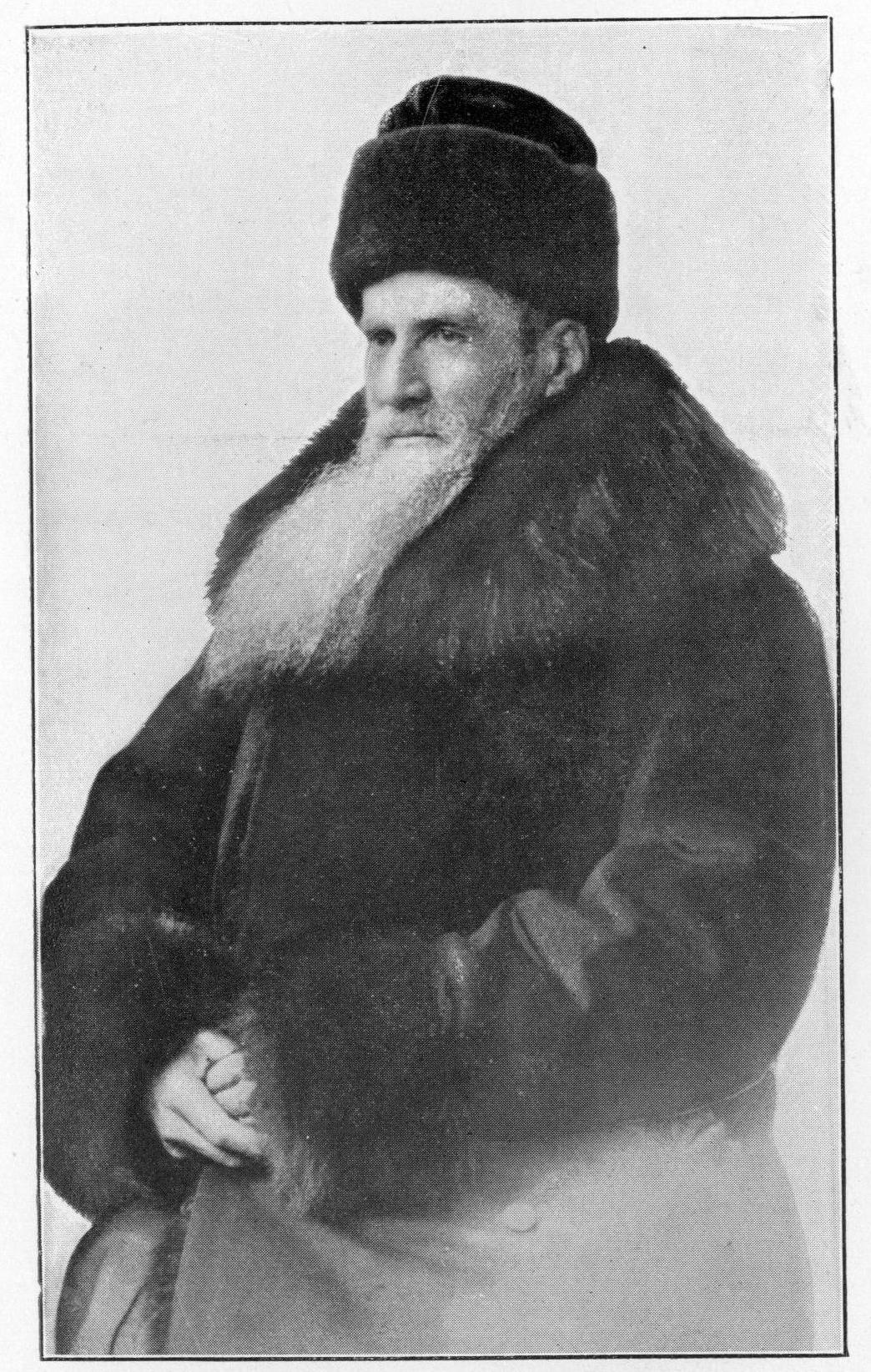
Доктор Бедекер в шубе

Фридрих Вильгельм Бедекер (нем. Friedrich Wilhelm Baedeker) (ок. 1823—1906) — немецкий миссионер, посвятивший значительную часть своего служения евангелизации России. Представлял Всемирный евангелический альянс. Деятель Петербургского пробуждения. 
Родился в Германии, в Руре, в городе Эссен. Учился, получил ученые степень доктора филологии и доктора философии. Переехал жить в Англию в 1860 году. Здесь в 1866 году на одном из собраний лорда Редстока обратился к вере в Бога. Пережив обращение, решил посвятить себя миссионерству и занимался этим последующие сорок лет.
Он проповедовал на родине — в Германии, а также Швейцарии, Австрии, Италии, Турции и в славянских странах. Восемнадцать лет своей жизни он посвятил миссионерскому служению в России.
Впервые он появился в Петербурге и был представлен кругу местной аристократии лордом Редстоком в 1877 году. Впоследствии он тесно общался с представителями движения Петербургского пробуждения.  
Он проповедовал в российских тюрьмах, раздавая Библии и другую не запрещённую цензурой духовную литературу и обращал уголовных преступников в искреннюю христианскую веру. Занимаясь «тюремной миссией», он дважды совершил путешествия через всю Российскую империю на каторги Сахалина. По воспоминаниям С. П. Ливен, несмотря на гонения в отношении протестантов, Бедекеру не чинили препятствий, он находил подход к властям и пользовался их доверием. «Я думаю, что это частью объясняется его мудрым поведением, — отмечала С. П. Ливен. — Он не собирал денег и воздерживался за границей от рассказов о том, что он видел во время своих путешествий». По её словам, миссионерские поездки д-ра Бедекера финансировались некоторыми из петербургских верующих, среди которых были состоятельные люди. 
Много лет вместе с ним нёс миссионерский труд И. В. Каргель (в том числе сопровождая Бедекера в одном из путешествий на Сахалин). В числе других осужденных, д-р Бедекер и И. В. Каргель навещали и осужденных за веру христиан-протестантов. «Мы всегда с большим интересом слушали „дедушку Бедекера“, а также и Ивана Вениаминовича Каргеля, когда они рассказывали о своих переживаниях и встречах с ссыльными на Кавказе или в Сибири. Эти ссыльные несомненно были „солью земли и светом мира“ на нашей родине», — вспоминала С. П. Ливен.
И. В. Каргель вспоминал о Ф. В. Бедекере как об истинном христианине, исполненном надежды на скорое Второе пришествие Иисуса Христа: поселившись в одном доме, он попросил хозяев отвести ему комнату с окном на восток в верхней части дома. Каждое утро и вечер Бедекер смотрел в окно в ожидании: не идет ли Господь за ним.